# Campionati europei di ciclismo su pista 2019 - Inseguimento individuale maschile
L'inseguimento individuale maschile ai Campionati europei di ciclismo su pista 2019 si è svolta il 19 ottobre 2019 presso il velodromo Omnisport di Apeldoorn, nei Paesi Bassi.

## Podio
| Pos.    | Atleta             | Nazionalità |
| ------- | ------------------ | ----------- |
| Oro     | Corentin Ermenault | Francia     |
| Argento | Domenic Weinstein  | Germania    |
| Bronzo  | Felix Groß         | Germania    |

## Risultati

### Qualificazioni
I migliori 2 tempi si qualificano alla finale per l'oro, il terzo e quarto tempo alla finale per il bronzo
| Posizione | Atleta              | Nazione     | Tempo    | Gap     | Note |
| --------- | ------------------- | ----------- | -------- | ------- | ---- |
| 1         | Corentin Ermenault  | Francia     | 4:10.314 |         | Q    |
| 2         | Domenic Weinstein   | Germania    | 4:12.125 | +1.811  | Q    |
| 3         | Stefan Bissegger    | Svizzera    | 4:13.242 | +2.928  | q    |
| 4         | Felix Groß          | Germania    | 4:14.617 | +4.303  | q    |
| 5         | Mikhail Shemetau    | Bielorussia | 4:17.144 | +6.830  |      |
| 6         | Rune Herregodts     | Belgio      | 4:17.599 | +7.285  |      |
| 7         | Aleksandr Evtušenko | Russia      | 4:18.129 | +7.815  |      |
| 8         | Davide Plebani      | Italia      | 4:18.208 | +7.894  |      |
| 9         | Szymon Krawczyk     | Polonia     | 4:18.626 | +8.312  |      |
| 10        | Jonathan Milan      | Italia      | 4:18.694 | +8.380  |      |
| 11        | Valère Thiébaud     | Svizzera    | 4:19.202 | +8.888  |      |
| 12        | Xeno Young          | Irlanda     | 4:20.528 | +10.214 |      |
| 13        | Wojciech Ziółkowski | Polonia     | 4:23.448 | +13.134 |      |
| 14        | Yauheni Akhramenka  | Bielorussia | 4:25.180 | +14.866 |      |
| 15        | Louis Pijourlet     | Francia     | 4:25.282 | +14.968 |      |
| 16        | Iúri Leitão         | Portogallo  | 4:26.565 | +16.251 |      |
| 17        | Viktor Filutás      | Ungheria    | 4:26.645 | +16.331 |      |
| 18        | Kyrylo Tsarenko     | Ucraina     | 4:32.767 | +22.453 |      |
| 19        | Oleksander Kryvych  | Ucraina     | 4:42.428 | +32.114 |      |
| 20        | Vitālijs Korņilovs  | Lettonia    | 4:42.455 | +32.141 |      |

### Finali
| Posizione            | Atleta             | Nazione  | Tempo    | Gap    |
| -------------------- | ------------------ | -------- | -------- | ------ |
| Finale per il bronzo |                    |          |          |        |
| 3                    | Felix Groß         | Germania | 4:13.240 |        |
| 4                    | Stefan Bissegger   | Svizzera | 4:13.776 | +0.536 |
| Finale per l'oro     |                    |          |          |        |
| 1                    | Corentin Ermenault | Francia  | 4:14.358 |        |
| 2                    | Domenic Weinstein  | Germania | 4:15.918 | +1.560 |